# Jimbaran (Kayen)
Jimbaran is een bestuurslaag in het regentschap Pati van de provincie Midden-Java, Indonesië. Jimbaran telt 3134 inwoners (volkstelling 2010).